# Équipe de Tchéquie féminine de handball
Dernière mise à jour : 27 avril 2020.
Cet article concerne l'équipe féminine. Pour l'équipe masculine, voir Équipe de Tchéquie masculine de handball.
L'équipe de Tchéquie de handball féminin représente la Fédération tchèque de handball lors des compétitions internationales, notamment aux championnats du monde et aux championnats d'Europe. Avec l'équipe de Slovaquie, elle a succédé à l'équipe de Tchécoslovaquie à la suite de la dissolution de la Tchécoslovaquie fin 1992.

## Palmarès

### Parcours auxJeux olympiques
Pour la Tchécoslovaquie
- 1980 : 5e
- 1988 : 5e

Pour la Tchéquie
- Aucune participation

### Parcours auxchampionnats du monde
Pour la Tchécoslovaquie
- à onze 1949 :  3e
- 1957 :  Champion
- 1962 :  3e
- 1965 : 4e
- 1973 : 6e
- 1973 : 6e
- 1978 : 4e
- 1982 : 5e
- 1986 :  2e
- 1990 : non qualifiée
- 1993 : 5e[1]

Pour la Tchéquie
- 1995 : 13e ex æquo
- 1997 : 13e
- 1999 : 19e
- 2001 : Non qualifiée
- 2003 : 15e
- 2005 : Non qualifiée
- 2007 : Non qualifiée
- 2009 : Non qualifiée
- 2011 : Non qualifiée
- 2013 : 16e
- 2015 : Non qualifiée
- 2017 : 8e
- 2019 : Non qualifiée
- 2021 : 19e
- 2023 : 8e

### Parcours auxchampionnats d'Europe
Pour la Tchécoslovaquie
Compétition inexistante
Pour la Tchéquie
- 1994 : 8e
- 1996 : Non qualifiée
- 1998 : Non qualifiée
- 2000 : Non qualifiée
- 2002 : 8e
- 2004 : 1er tour
- 2006 : Non qualifiée
- 2008 : Non qualifiée
- 2010 : Non qualifiée
- 2012 : 12e
- 2014 : Non qualifiée
- 2016 : 10e
- 2018 : 15e
- 2020 : qualifiée

## Joueuses

### Effectif actuel
Effectif pour le championnat d'Europe 2016
gardiennes
- Lucie Satrapová (Kristianstad HK)
- Dominika Mullnerová (DHK Banik Most)
- Petra Kudláčková (DHC Slavia Prague)

pivots
- Petra Adámková (Frisch Auf Göppingen)
- Alena Stellnerová (DHC Slavia Prague)

ailières gauches
- Kristýna Salčáková (Achenheim Truchtersheim Handball)
- Veronika Malá (VfL Oldenburg)

ailières droites
- Jana Knedlíková (Győri Audi ETO KC)

demi-centres
- Petra Růčková (DHK Banik Most)
- Iveta Luzumová (Thüringer HC)
- Šárka Marčíková (DHC Sokol Poruba)

arrières gauches
- Kamila Kordovská (DHC Slavia Prague)
- Martina Weisenbilderová (Kristianstad HK)
- Markéta Jeřábková (DHK Banik Most)

arrières droites
- Helena Ryšánková (Stella Sports Saint-Maur)
- Michaela Hrbková (Frisch Auf Göppingen)
- Martina Crhová (Kristianstad HK)

### Joueuses historiques
- Lenka Černá
- Lucie Fabíková (de)
- Pavla Poznarová
- Barbora Ranikova
- Petra Vítková (en)
- Lenka Kysucanova
- Jana Simerska
- Klara Zachova

## Entraîneurs
- Jan Bašný